# Tomb Raider: Legend
Tomb Raider: Legend è un videogioco action-adventure del marchio Tomb Raider, uscito nel 2006 per molte piattaforme. È il primo capitolo di una trilogia composta anche dai successivi due titoli, Tomb Raider: Anniversary e Tomb Raider: Underworld, soprannominata "Legend Timeline" oppure "LAU Timeline".
Questo episodio, assieme ai due successivi, può essere considerato costituire una retroactive continuity o soft reboot del marchio Tomb Raider: pur riprendendo le caratteristiche di base del videogioco, presenta un gameplay innovativo e modifica parzialmente la biografia e il carattere della protagonista Lara Croft.
Nel 2009 il videogioco ha raggiunto più di 4 500 000 copie vendute.

## Trama
Quando Lara Croft era bambina, era sopravvissuta insieme a sua madre a un incidente aereo in Nepal; nel tentativo di salvarsi, la donna era misteriosamente scomparsa nei pressi di un misterioso altare di pietra.
Anni dopo, Lara si è recata a Tiwanaku, in Bolivia, presso le misteriose rovine di un altare molto simile a quello dove sua madre era scomparsa. Ad attenderla ci sono alcuni mercenari, che sembrano incaricati di eliminarla. Lara si fa strada verso l'altare, dove scopre anche alcune iscrizioni che sembrano parlare di un mito simile a quello di re Artù. Esse sono identiche a quelle rinvenute diversi anni prima durante una spedizione in Perù, nel corso della quale lei e la sua squadra si erano trovati di fronte a una feroce bestia soprannaturale, e lei era stata l'unica a sopravvivere. 
Arrivata all'altare l'archeologa trova James W. Ruthland, il mandante della sua eliminazione, in possesso del frammento di un misterioso artefatto che gli conferisce poteri paranormali. Dopo un fugace scontro a fuoco l'uomo fugge a bordo del suo elicottero, non prima di aver accennato ad Amanda Evert, una vecchia amica di Lara creduta morta nella tragedia di El Paraíso. 
Lara comprende che il frammento nelle mani di Rutland fa parte di un potente e antichissimo artefatto, e decide di mettersi alla sua ricerca. Si dà così appuntamento con Anaya Imanu, sua amica dai tempi dell'università e si dirige a El Paraíso.
Lara raggiunge quel che rimane del sito archeologico nel quale molti anni addietro alcuni dei suoi amici avevano trovato la morte, e vi si addentra. Qui scopre con sua grande sorpresa che non vi è alcuna traccia dei resti di Amanda Evert, il che porta Lara a convincersi del fatto che questa non fosse morta, e che abbia taciuto la sua sopravvivenza in quanto aveva scoperto qualcosa che non voleva rivelare a nessuno. Lara continua ad esaminare in luogo, fino a rinvenire la copia cerimoniale dell'artefatto misterioso: è una lama ancestrale, dalla quale deriverebbero molti miti di diverse civilizzazioni, tra i quali quello di Excalibur. Intanto Alister e Zip scoprono che un altro frammento della medesima lama è in possesso di Shogo Takamoto, noto esponente della Yakuza con il quale Lara aveva già avuto a che fare in passato. A lei non resta dunque che recarsi a Tokio, dove tra l'altro è stata invitata ad un party organizzato dal suo amico Nishimura, un ricco magnate.
Dopo un breve colloquio tra Lara e Nishimura, la festa viene bruscamente interrotta dall'arrivo di Takamoto stesso e delle sue guardie; l'uomo, venuto a conoscenza dell'arrivo della donna e della sua intenzione di rubargli il frammento, si mobilita per ucciderla. Lara si fa strada tra le guardie del corpo che occupano la struttura e raggiunge Takamoto, con il quale ha uno scontro a fuoco; nonostante egli si avvalga dei poteri di un pezzo di Excalibur Lara lo uccide e recupera la punta della lama.
Nel frattempo Alister e Zip seguono le tracce di Rutland e scoprono che egli sta svolgendo altre ricerche in Ghana. Lara si reca in Africa, dove scopre l'ingresso di un'antichissima città e insegue i mercenari che l'hanno preceduta. Alla fine dell'inseguimento Lara si trova ad affrontare Rutland, che le rivela l'esistenza di un manufatto, la "Chiave di Galahali", che avrebbe il potere di riunire i pezzi della spada. Nel duello Rutland fa uso dei poteri del pezzo della spada in suo possesso. Tuttavia Lara lo sconfigge e gli sottrae il pezzo. Intanto Alister e Zip trovano delle informazioni su un incidente avvenuto in Kazakistan presso un laboratorio segreto russo che svolgeva alcuni esperimenti su un misterioso materiale, probabilmente un altro pezzo di Excalibur.
Lara raggiunge il luogo, ma ancora una volta è preceduta da Rutland ed i suoi mercenari. Lo scontro con questi ultimi è inevitabile, ma essendo i mercenari in netta maggioranza Lara è costretta ad escogitare un espediente per seminarli, e con l'ausilio di una moto raggiunge un treno diretto nella vecchia base dove si erano tenuti gli esperimenti. È in una delle aree del luogo che Lara si ritrova a faccia a faccia con la vecchia amica Amanda: è lei ad essersi alleata con Rutland e a cercare assieme a lui tutti i pezzi di Excalibur. Tra le due avviene un breve dialogo, nel quale riemerge il rancore della donna nei confronti di Lara, colpevole di averla abbandonata al suo destino in Perù. L'archeologa cerca di far ragionare Amanda, ma la donna non ha alcuna intenzione di perdonarla: raggiunge la sala degli esperimenti ed evoca la strana entità che avevano incontrato durante l'incidente a El Paraíso, che ora Amanda può controllare grazie a un artefatto lì rinvenuto. La bestia distrugge il ponte conducente alla sala dove si trova Amanda ed impedisce a Lara di raggiungerla. La donna è costretta dunque a trovare una via secondaria, che la porta, durante il tragitto, a scoprire molte più cose circa il pezzo di Excalibur lì custodito. 
Riuscita finalmente a raggiungere la sala, Lara viene attaccata dal mostro. Avvalendosi di un enorme generatore elettrico, Lara riesce a neutralizzarlo temporaneamente e a recuperare un'altra parte di Excalibur, per poi fuggire. 
Seguendo le istruzioni trovate nella vecchia base, Lara si reca presso un museo abbandonato in Inghilterra, che sorgerebbe sull'ipotetica tomba di re Artù e dei Cavalieri della Tavola Rotonda. In realtà quello rinvenuto anni prima è semplicemente un cenotafio, che cela nelle sue fondamenta le rovine di una necropoli medievale; esplorandola a fondo Lara trova presso una cava semisommersa il vero mausoleo nel quale sono tumulati i Cavalieri e re Artù stesso, che impugna l'elsa di Excalibur. Lara la recupera e, dopo aver sconfitto un mostro marino e altri mercenari di Rutland, ritorna nella sua magione per analizzare i vari frammenti recuperati. Scopre così che quella che viene chiamata "Excalibur" è in realtà un artefatto millenario adoperato da esseri divini per addestrare dei futuri sovrani, i quali ricevevano in dono la spada per ottenere dei poteri magici: re Artù e l'ultima regina dei Tiwanaku erano due di questi sovrani, ma di certo ce ne sono stati altri che hanno dato origine a un proto-mito. Alla morte di questi re Excalibur venne poi scomposta e ciascun frammento seppellito insieme a loro: Lara li ha recuperati tutti, ma si accorge che effettivamente senza la cosiddetta Chiave di Galahali essi non possono essere riassemblati. L'artefatto era stato rinvenuto dal padre di Lara molti anni prima, ed altro non è se non una spilla che la madre indossava il giorno in cui scomparve in Nepal. Lara deve dunque tornare sul luogo dell'incidente.
Recatasi di nuovo in Nepal, nel punto in cui giacciono i rottami del jet, Lara ritrova il pezzo mancante, e giunta all'altare da lei visto anni prima ricompone la spada; qui capisce anche che Excalibur, oltre ad avere spaventosi poteri, è in grado di attivare i portali celati negli altari di pietra, che collegano lo spazio e il tempo: forse grazie a essi può rintracciare sua madre e portarla in salvo. L'altare nepalese è tuttavia irrimediabilmente rotto, così Lara fa ritorno a quello di Tiwanaku, dove trova Amanda e Rutland. Grazie al potere di Excalibur Lara ha la meglio su di lui e il suo esercito, e in seguito vince anche contro Amanda e la sua bestia, dopodiché inserisce la spada nell'altare. Una volta attivato il portale, Lara vede sua madre e capisce che ciò che sta accadendo al di là del portale non è altro che l'episodio vissuto da piccola, nel quale la madre scomparve. 
Cercando di evitare la sua scomparsa, Lara intima alla madre di non toccare la spada ma la donna teme che la Lara adulta al di là del portale voglia fare del male a quella bambina, così tocca la spada nella roccia (non Excalibur) e viene risucchiata nel portale, che esplode. 
Lara ha una furiosa conversazione con Amanda, la quale le rivela che sua madre potrebbe non essere morta e trovarsi ad Avalon. Lara la stordisce e va via, determinata a compiere nuove ricerche per trovare sua madre.

## Modalità di gioco

Interfaccia grafica

Lara può portare solo un fucile oltre alle doppie pistole. Se si possiede già un fucile e se ne raccoglie un altro, questo verrà sostituito a quello precedente.
- Doppie pistole (le USP Match)
- SMG
- Fucile d'assalto RC650
- Fucile a pompa
- Lanciagranate
- Granate
- Rampino magnetico
- Kit medico (Fino a 3)
- Binocolo
- PLS (Luce di servizio)
- PDA (un palmare)

Nella versione PC, a differenza delle altre versioni (PlayStation 2, Xbox ecc.), non è stata aggiunta la possibilità di camminare. Ciò nonostante, è possibile ri-aggiungerla in un secondo momento grazie ad una patch.

## Personaggi
- Lara Croft: affascinante archeologa determinata a tutti i costi a trovare la verità sulla scomparsa di sua madre. La classica pettinatura di Lara, costituita da una treccia, viene sostituita da una coda di cavallo.

- Wizz Zip: Un esperto di tecnologia che fornisce e progetta per Lara varie attrezzature. Durante le varie esplorazioni è sempre in contatto con Lara.

- Alister Fletcher: Un apprendista storico d'arte che assiste Lara fornendole informazioni e suggerimenti.

- Winston: Fedele maggiordomo di Lara e della sua famiglia, in servizio a Croft Manor.

- Amelia De Mornay-Croft: madre di Lara, scomparsa dopo un incidente aereo in una zona archeologica in Nepal.

- Richard Croft: padre di Lara (solo menzionato), dopo la scomparsa di sua moglie non ha mai smesso di cercarla.

- Amanda Evert: vecchia amica di Lara; da dopo l'incidente a El Paraíso odia Lara poiché ritiene che non abbia fatto tutto il possibile per aiutarla a fuggire. Possiede una pietra spettrale che le permette di controllare un'entità. Il suo principale obiettivo è arrivare ad Avalon.

- James W. Rutland: figlio di un importante senatore americano e fidanzato di Amanda. Cerca in tutti i modi di ostacolare Lara. Morirà per mano di quest'ultima.

- Shogo Takamoto: pericoloso boss della Yakuza, traffica in beni archeologici e pertanto si è spesso trovato in conflitto con Lara; è in possesso di un pezzo di Excalibur.

- Toru Nishimura: ricco magnate giapponese, amico di Lara, organizza per lei un appuntamento con Takamoto nel suo grattacielo a Tokyo.

## Livelli
Dal menù principale, il giocatore può scegliere se completare il livello d'allenamento nella Residenza Croft prima di iniziare il gioco vero e proprio.
- 1º Livello: Bolivia - Tiwanaku
- 2º Livello: Perù - Ritorno a Paraíso
- 3º Livello: Tokyo - Incontro con Takamoto
- 4º Livello: Ghana - Alla ricerca di James Rutland
- 5º Livello: Kazakistan - Progetto Carbonek
- 6º Livello: Inghilterra - La tomba di Re Artù?
- 7º Livello: Nepal - La chiave di Ghalali
- 8º Livello: Bolivia - Il ritorno

## Accoglienza
Al suo debutto Tomb Raider: Legend ottenne recensioni estremamente positive: gran parte delle riviste di settore diedero al gioco dei voti molto alti, lodando le novità apportate alla serie, le scelte stilistiche, la grafica e i meccanismi di gameplay, migliorati di netto in confronto al precedente episodio.
Le critiche si concentrarono sulla scarsa longevità del gioco, sulla semplicità degli enigmi e sull'eccessiva presenza di ambienti spogli e non funzionali al gioco. I fan non gradirono le troppe incursioni di Zip e Alister, che rovinavano la "solitudine" di Lara: effettivamente questo aspetto fu migliorato nei titoli successivi.
In definitiva Legend ebbe il miglior responso critico dai tempi di Tomb Raider II, e nel 2009 la Eidos dichiarò che il gioco aveva venduto ben 4,5 milioni di copie, diventando così il secondo gioco più venduto del marchio Tomb Raider, sottraendo il record a Tomb Raider: The Last Revelation.